# Qadlasanistsqali
Qadlasanistsqali (georgiska: ყადლასანისწყალი) är ett vattendrag i Georgien. Det ligger i den norra delen av landet, i regionen Inre Kartlien.